# Hands on universe
Pour les articles homonymes, voir HOU.
Le projet global Hands-On Universe (Global-HOU) est un programme éducatif qui permet aux élèves de « comprendre l'Univers » tout en utilisant des méthodes et concepts issus des sciences, des mathématiques et de la technologie. L'idée est de renouveler l'approche des sciences à l'école en utilisant des outils plus stimulant pour les élèves, tels que les ordinateurs, Internet, webcams.
Décliné dans plus de 20 pays dans le monde, la version française de ce projet est F-HOU.
Des exercices pédagogiques, libres de droits, sont développés par le réseau d'enseignants partenaires de F-HOU et mis à disposition de tous sur le site Internet de F-HOU. Chaque exercice peut être traité en classe, au niveau collège et lycée.
À travers Internet, depuis la classe, les participants à Global-HOU du monde entier peuvent effectuer des observations astronomiques en utilisant des télescopes robotisés ou des images d'archives, et les analyser avec un logiciel gratuit spécialement conçu pour l'éducation : SalsaJ.
Ce projet est fortement soutenu par l'Union européenne : en 2004, le programme Minerva-Socrates a financé le développement de EU-HOU, le projet européen (EU) de HOU qui a permis son implantation dans huit pays de l'Union : France, Espagne, Grèce, Italie, Pologne, Portugal, Royaume-Uni, Suède. 
Un nouveau projet est financé par l'Union Européenne, à partir de janvier 2009, dans le cadre de Comenius, afin d'approfondir le travail en cours, en développant davantage d'exercices et en étendant l'offre à l'Autriche, la Belgique, Chypre, l'Irlande, la République tchèque, la Roumanie.
En France, le partenaire est l'université Pierre-et-Marie-Curie (Paris 6), qui gère les financements du projet. Prochainement, un appel sera lancé pour proposer aux enseignants français du second degré de participer à une série de formations EU-HOU. Si les enseignants sont majoritairement issus de physique-chimie et SVT, aucun a priori n'existe et des philosophes sont aussi membres actifs de EU-HOU France.
Les étudiants de l'université Pierre-et-Marie-Curie ont la possibilité d'effectuer leur stage de licence dans le cadre de F-HOU, comme ce fut le cas en 2007, avec des stages en Pologne et en Irlande.